# آرایش ناخن

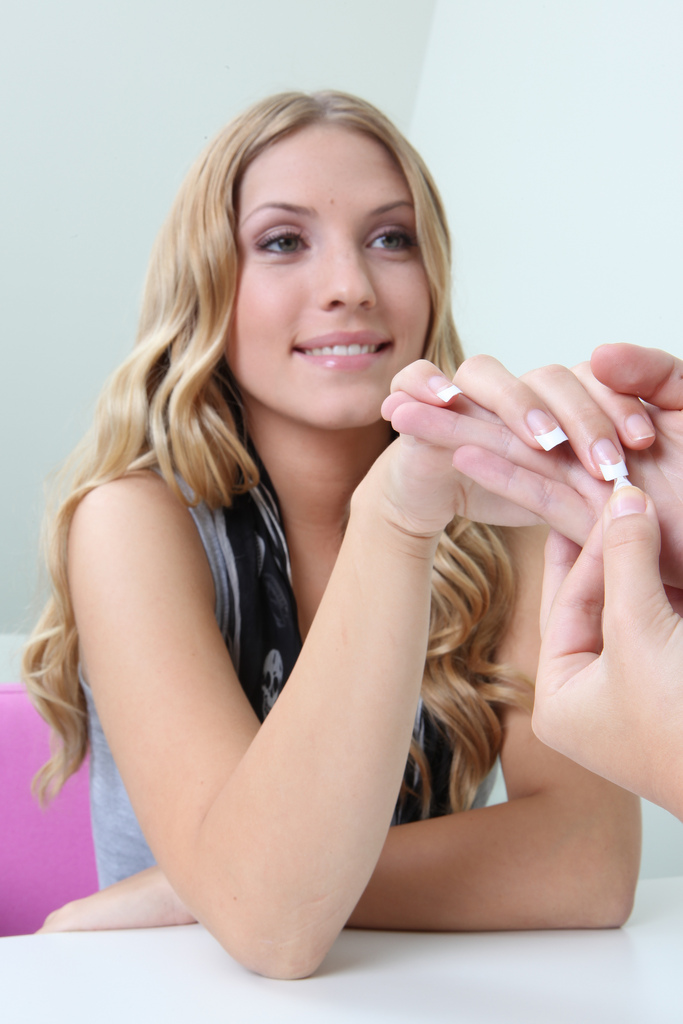
پدیکور ناخن فرنچ

ناخن‌آرایی، هنر تزئین ناخن یا نِیل آرت (به انگلیسی: Nail art) روشی خلاقانه برای رنگ آمیزی، تزئین، جلوه بخشیدن و تزئین ناخن‌ها است. نوعی اثر هنری است که می‌توان آن را روی ناخن‌ها و انگشتان پا، معمولاً بعد ازمانیکور یا پدیکور انجام داد. مانیکور و پدیکور درمان‌های زیبایی است که ناخن‌ها را اصلاح، شکل داده و صیقل می‌دهد. اغلب، این روش‌ها کوتیکول‌ها را برداشته و پوست اطراف ناخن‌ها را نرم می‌کند. انواع مانیکور می‌تواند از لاک زدن روی ناخن‌های طبیعی گرفته تا پودر آغشته و ناخن‌های اکریلیک متفاوت باشد.

## در رسانه‌ها
از زمان ابداع لاک مدرن، صنعت مراقبت از ناخن مانند قبل رشد کرده است. در سال ۲۰۱۲، ایالات متحده شاهد محبوبیت فزاینده ای در زمینه هنر ناخن بود. بیشتر زنان نیز معمولاً از یوتیوب، اینستاگرام و nailslong و Pinterest برای یادگیری شیوۀ انجام جدیدترین و جالب‌ترین طراحی‌ها در خانه استفاده می‌کنند.

## نوآوری

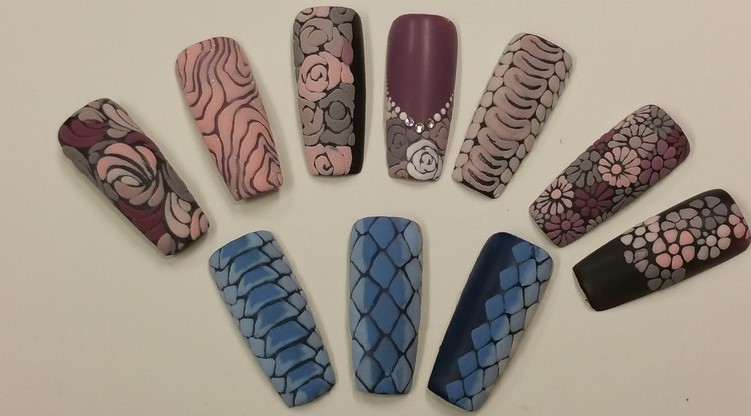
ناخن‌های مصنوعی شکری

برخی از شرکت‌ها با ایجاد انواع جدید لاک ناخن سعی در نوآوری دارند.
بافت: دانه‌های میکرو یا دانه‌های خاویار درست قبل از خشک شدن لاک استفاده می‌شوند. این بافت‌ها بافتی شبیه شن به ناخن می‌دهند.
اثر هولوگرافی: لاک‌های دارای پوشش هولوگرافیک در معرض نور بازتاب‌های پر زرق و برق رنگین کمان را ایجاد می‌کنند.

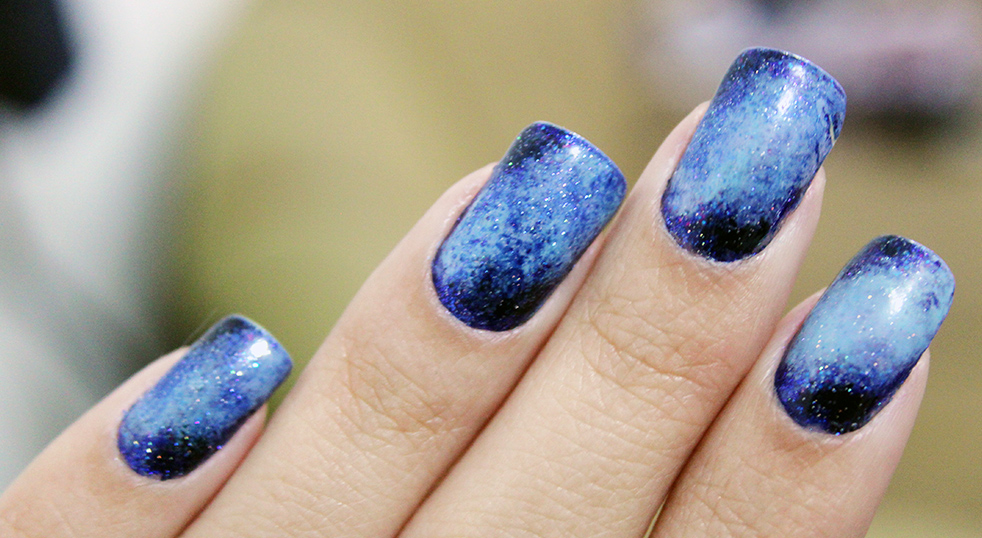
تزئین ناخن کهکشانی (هولوگرافی)

مانیکور مخملی: الیاف مخملی به نام مخملی روی لاک مرطوب پاشیده می‌شوند. بیش از حد به آرامی مسواک زده می‌شود و احساس مخملی فازی را پشت سر می‌گذارد.
جلوه کراکل: برند پیشگام لاک ناخن سالی هانسن اولین جلای جلوه ای «کراکل» را ایجاد کرد. با استفاده از یک پالتو، یک لاک بر روی ناخن‌هایی که قبلاً رنگ شده‌اند زده می‌شود و به شکل شکسته یا ترک خورده خشک می‌شود.
لاک ترموکرومیک: لاک ناخن در معرض دمای گرم یا سرد تغییر رنگ می‌دهد.
جلوه مات: این لاک‌های ناخن می‌توانند لایه ای از لاک ناخن براق را به یک مات صاف تبدیل کنند.
وارون فرانسوی: همچنین «نیمه ماه» نیز نامیده می‌شود. نیمه ماه روی ریشه ناخن یک رنگ ایجاد می‌شود در حالی که بقیه ناخن با رنگ دیگری رنگ آمیزی شده است.
رنگ لاک
رنگ‌های بسیاری برای لاک وجود دارد از جمله:
رنگ قرمز
رنگ نارنجی
رنگ صورتی
رنگ آبی و …

## نگارخانه

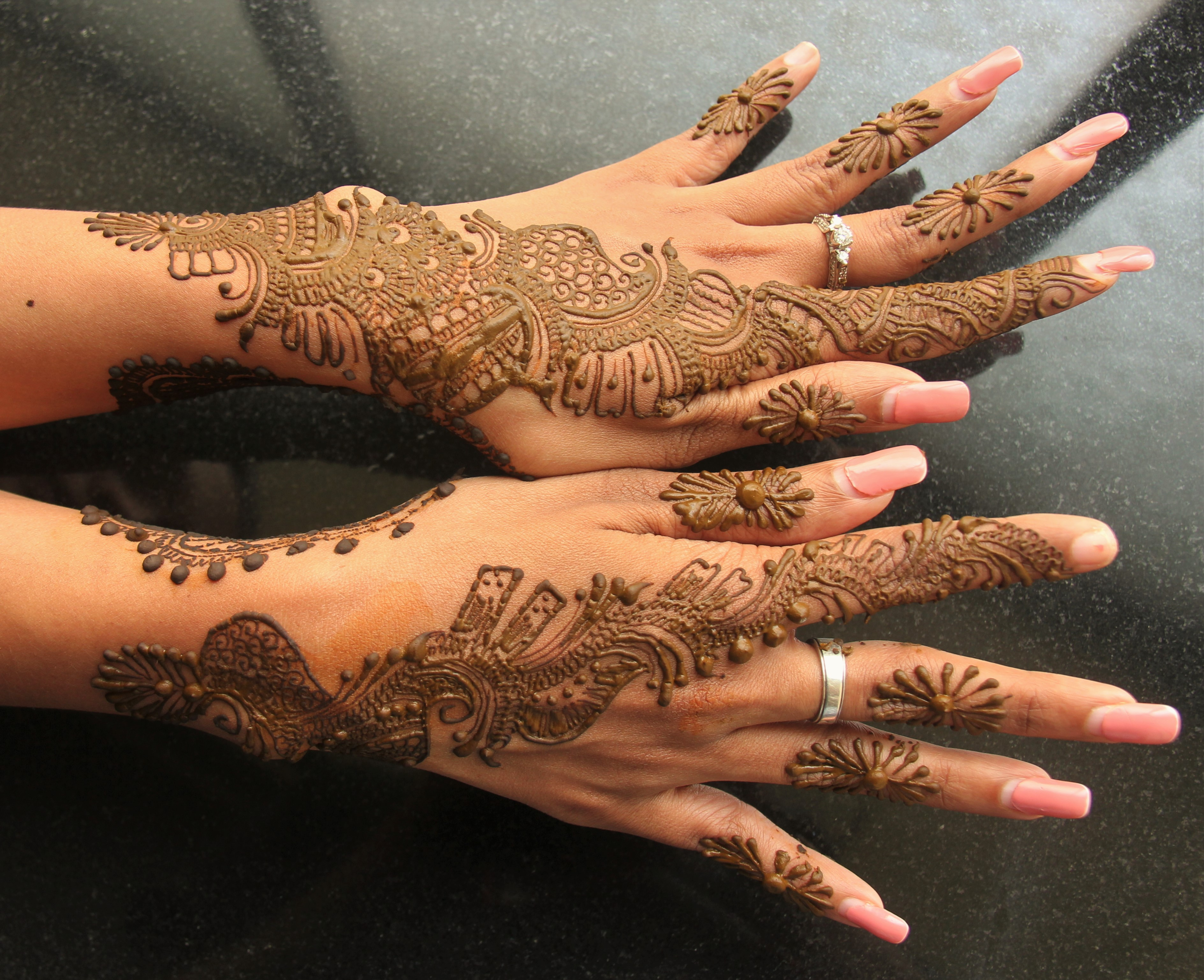
حنانگاری
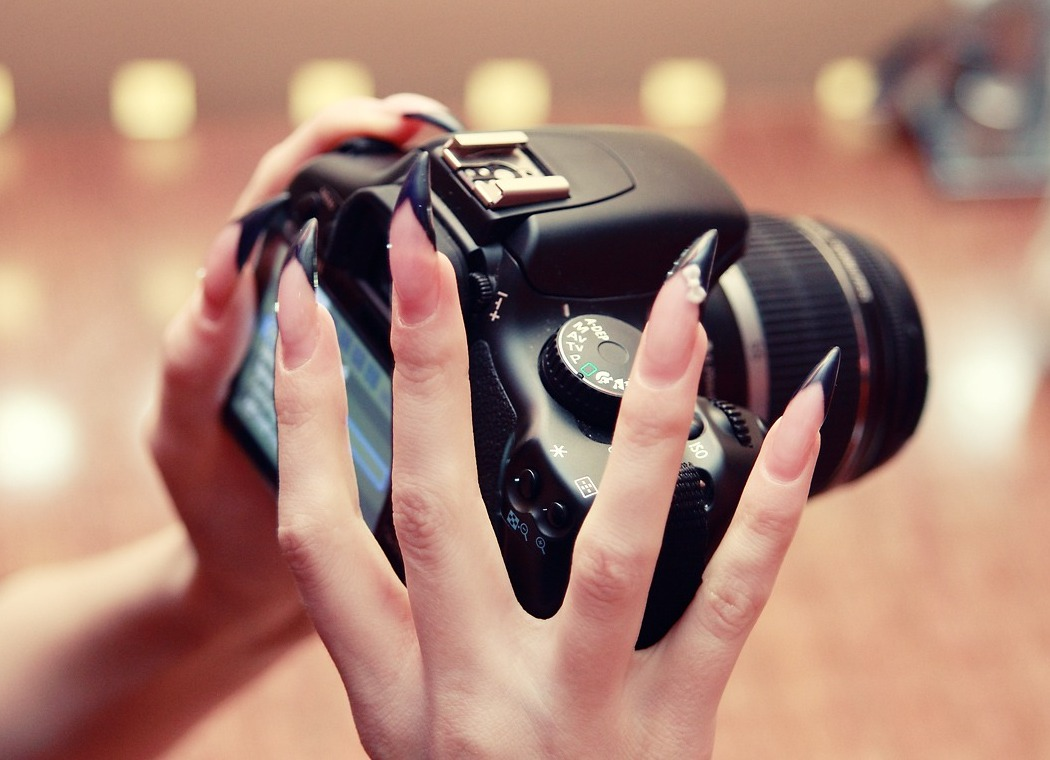
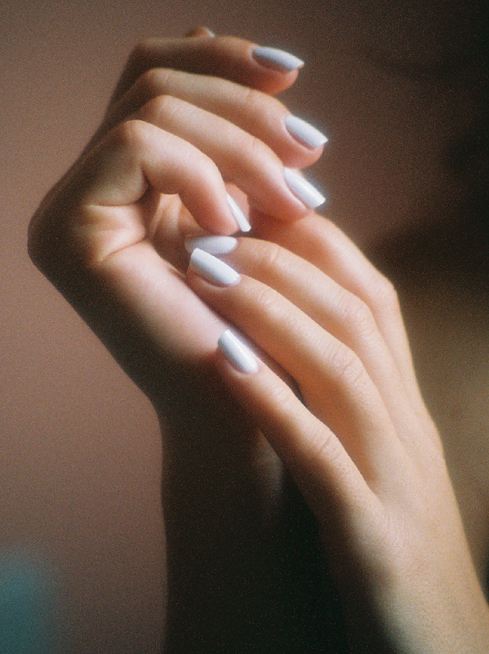
جلوه مات
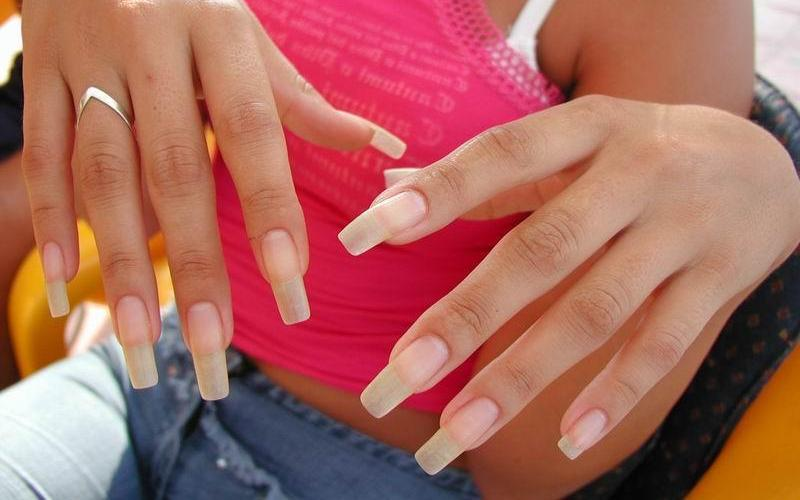
ناخن بلند
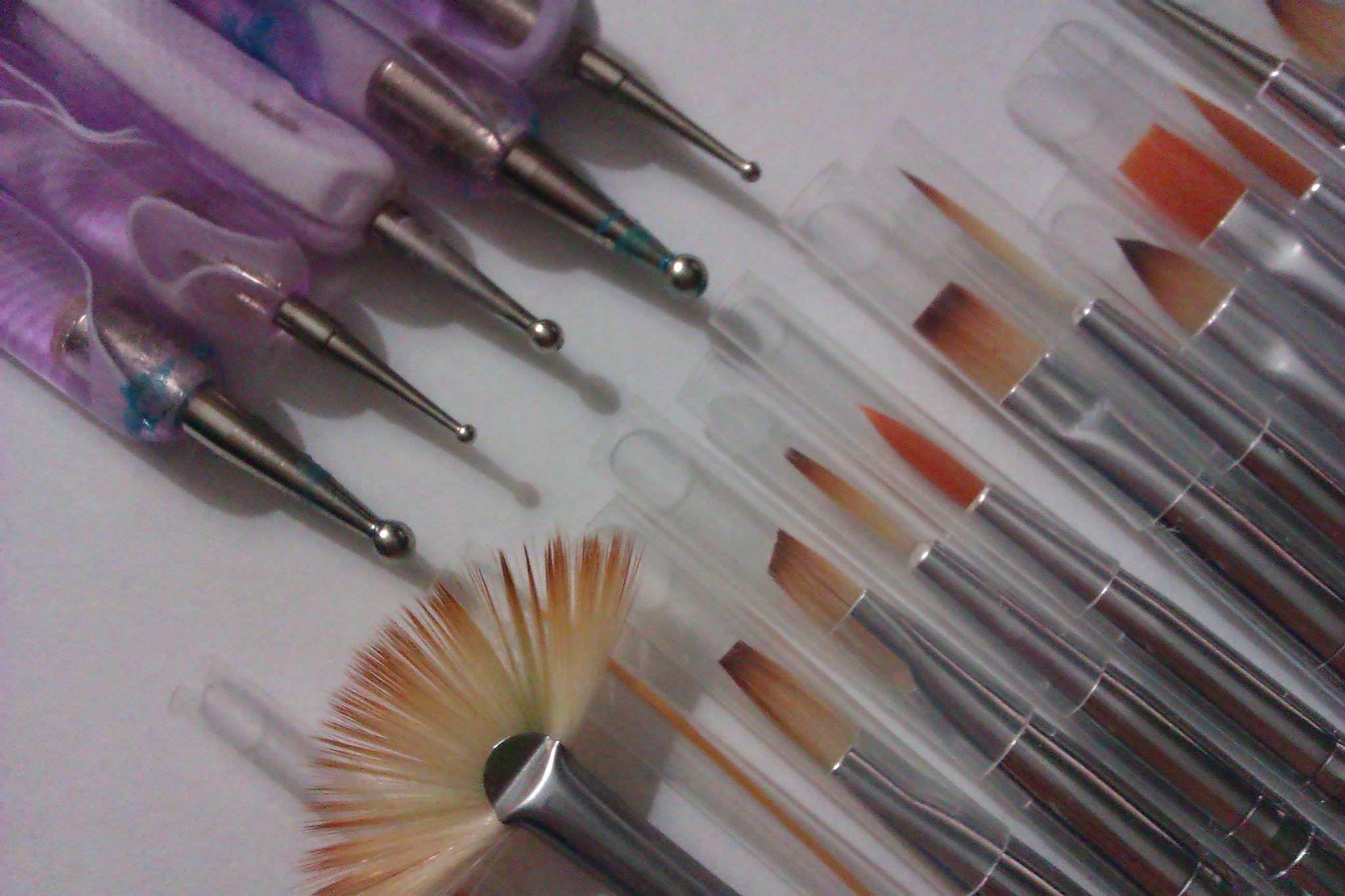
کیت لوازم آرایش ناخن